# Mordechaj Bentov
Mordechaj Bentov (hebrejsky: מרדכי בנטוב, rodným jménem Mordechaj Gutgeld; 28. března 1900 – 18. ledna 1985) byl izraelský novinář, politik a jeden ze signatářů izraelské deklarace nezávislosti.

## Biografie
Narodil se ve městě Grodzisk Mazowiecki v carském Rusku (dnešní Polsko) a dva roky studoval práva na Varšavské univerzitě. Byl jedním ze zakládajících členů polského ha-Šomer ha-ca'ir. Do mandátní Palestiny imigroval v roce 1920 a po příjezdu dokončil studium práv na Hebrejské univerzitě v Jeruzalémě.
Patřil mezi zakladatele kibucového hnutí Arci a byl taktéž členem kibucu Mišmar ha-Emek. Mezitím se vypracoval do vedení Hašomer Hacair a byl jejím zástupcem v Histadrutu a ve Světové sionistické organizaci. V roce 1947 byl členem delegace Židovské agentury v Organizaci spojených národů.

### Politická kariéra
Dne 14. května 1948 byl Bentov jedním ze 37 signatářů izraelské deklarace nezávislosti. Po založení státu byl jmenován ministrem práce a výstavby v prozatímní vládě. V prvních volbách do Knesetu, které se konaly v roce 1949 byl zvolen poslancem za stranu Mapam. Znovuzvolen byl ve volbách v letech 1951 a 1955, po nichž byl jmenován ministrem rozvoje (tento post zastával až do roku 1961).
Ačkoliv ve volbách v roce 1965 přišel o svůj poslanecký mandát, byl jmenován ministrem bydlení ve vládě Leviho Eškola a tento úřad zastával až do roku 1969.

## Dílo
- Israel’s Economy at a Crossroads (1962) (hebrejsky)
- Israel, the Palestinians and the Left (1971) (hebrejsky)
- Days Will Tell: Memories from the Decisive Period (1984) (hebrejsky)